# Velvet Assassin
Velvet Assassin — стелс-екшен від третьої особи, розроблений компанією Replay Studios. Гра заснована на реальних подіях, що відбулися під час Другої світової війни. Вихід гри на PC та Xbox 360 відбувся в середині квітня 2009 року.

## Сюжет
За основу сюжету гри взято історію життя Віолетти Сабо(англ. Violette Szabo), агента британської розвідки, трагічно загиблої в лютому 1945-го року. Гра починається з того, що головна героїня вже знаходиться в комі і лежить в одному з госпіталів. Всі ігрові епізоди та завдання, в яких пропонується брати участь гравцеві, є лише спогадами Віолетти про війну.

## Ігровий процес

Віолетта Саммер

Гравцю належить пробратись в добре захищені німцями об'єкти в Польщі, Франції та Німеччині для усунення нацистських лідерів, порятунку агентів розвідки та ліквідації секретних військових цілей. Кожна місія є частиною спогадів головної героїні, яка перебуває в комі і лежить в одному з військових госпіталів.

### Бойова частина
Незважаючи на присутність у грі вогнепальної зброї (від пістолетів до потужних автоматів), які можуть виручити гравця в складних ситуаціях, головна мета гри — залишатися неідентифікованим. Увага в ігровому процесі прикута до безшумних вбивств і непомітність. Реалізація стелс-елементів класична, тобто головна героїня ховається в тіні, переодягається, може різними способами відволікати противників (свистом, вимиканням радіоприймачів тощо). Крім того, можна заманювати німецьких солдатів в пастки — калюжі з розлитим бензином (підпалюються пострілом сигнальної ракети), калюжі з водою (потрібно увімкнути рубильник, який зазвичай знаходиться неподалік). Один з варіантів вбити ворога — вистрілити в бочки з отруйними речовинами або паливом, коли поруч стоїть німецький солдат. В деяких випадках Віолетта може висмикнути чеку з гранати, що висить на поясі ворога.

### Система розвитку персонажа
Крім екшен і стелс елементів, у грі присутня можливість розвитку персонажа по трьом параметрам (здоров'я, швидкість непомітного пересування і час дії морфію). Для цього необхідно більш детально обстежити ігровий світ у пошуках трофейних предметів (кільця, портсигари, кинджали тощо).

#### Предмети, які часто зустрічаються
Ці предмети зустрічаються в досить великій кількості (від 5 до 8). За кожен предмет гравець отримує 100 очок досвіду.
- Перстень-печатка (8 штук). Деякі персні можна забрати у вбитих ворогів.
- Ганзейський хрест (Гамбург) (6 штук).
- Лицарський хрест Залізного хреста (5 штук).
- Відзнака снайпера 3-го ступеня (6 штук).
- Нагрудний знак «Едельвейс» (5 штук).
- Запальничка (5 штук).
- Фляга (5 штук).

#### Рідкісні предмети
Предмети, які зустрічаються в прихованих місцях в дуже малих кількостях (3 або 4). За кожен предмет гравець отримує 300 очок досвіду.
- Срібний портсигар.
- Наручний годинник.
- Кишеньковий годинник.
- Музична скринька.
- Срібний Люгер.

Всі предмети, окрім Люгерів, зустрічаються в кількості 3 штуки за гру, Люгери — 4 штуки.

#### Унікальні предмети
Предмети, які зустрічаються в грі лише 1 раз. Вони знаходяться в малопомітних місцях, за кожен предмет гравець отримує 500 очок досвіду.
- Почесний кинджал СА.
- Почесний кинджал Кріґсмаріне.
- Почесний кинджал дипломатичного корпусу.
- Золотий злиток.
- Коробка з золотими патронами.

### Предмети
В ігровому світі можна знайти предмети, які допомагають в проходженні: листи (з них можна дізнатися важливу інформацію), одяг СС (допомагає пройти ділянки, де немає тіні і багато ворогів), бронежилет, протигаз (захищає від отруйних випарів), так само можна знайти і використовувати морфій. Після застосування наркотику на деякий час змінюється ґеймплей: зовнішній вигляд героїні стає більш відвертим, колірна гамма більш яскравою, а всі персонажі гри, окрім Віолетти, перестають рухатися. Таким чином Віолетта може швидко вбити ворога, навіть якщо він повернутий до неї обличчям.

### Інше
З інших особливостей варто відзначити, що в грі немає можливості зберегтися в будь-який момент, збереження відбувається лише в певних точках сюжету, без участі гравця. Також, на відміну від більшості сучасних ігор, елемент руйнування в Velvet Assassin практично відсутній — дерев'яні паркани, ящики не знищуються вибухами і не загоряються, лампочки не можна розбити пострілами тощо. Тим не менш, у грі зрідка трапляються об'єкти, що можна зруйнувати, які майже завжди приховують за собою секретні цілі, колекційні предмети, морфій, аптечки тощо. Зазвичай це дерев'яні перегородки з неакуратно збитих дощок, які можна зруйнувати звичайним ударом ножа.

## Огляди
| Агрегатор    | Оцінка                     |
| ------------ | -------------------------- |
| GameRankings | (PC) 60.81% (X360) 58.04 % |
| Metacritic   | (PC) 61/100 (X360) 56/100  |

| Видання       | Оцінка  |
| ------------- | ------- |
| Eurogamer     | 4/10    |
| Game Informer | 5.25/10 |
| GamePro       | [ 8 ]   |
| GameSpot      | 7.5/10  |
| GamesRadar+   | 6/10    |
| GameZone      | 7.7/10  |
| IGN           | 5/10    |
| X-Play        | [ 13 ]  |

Velvet Assassin у загальному отримав змішані відгуки від ігрової преси. Вебсайти агрегаторів оглядів Game Rankings та Metacritic дали ПК версії 60.81 % та 61/100 а для Xbox 360 версії 58.04 % та 56/100.

## Цікаві факти
- У розробці гри взяли участь творці серій ігор про Hitman.
- Використання наркотика у грі спочатку поставило питання про призначення їй рейтингу в Австралії, але розробники обґрунтували присутність морфію в грі тим, що його справді застосовували під час Другої світової війни для знеболювання, а головна героїня перебуває в комі після серйозного поранення. Таким чином OFLC таки дав грі рейтинг 15 +.
- Спочатку гра мала назву Sabotage, але була перейменована.
- Зображення картинки для робочого столу дуже схожа на картинку з гри Crysis.